# 盧賢貞
盧 賢貞（ノ・ヒョンチョン、朝鮮語: 노현정、1979年1月14日 - ）は、大韓民国の韓国放送公社 (KBS) 前 所属のアナウンサー。

## 学歴
- 1991年、ソウル開浦女子高等学校（朝鮮語版） 卒業
- 1994年、新木中学校（朝鮮語版）卒業
- 1997年、進明女子高等学校（朝鮮語版）卒業
- 2001年、慶煕大学校 国際キャンパス 生活科学部、児童の住居学、言論情報学部新聞放送学科 学士

## 経歴
- 2003年 29期 KBS 公開採用のアナウンサー (KBS釜山放送総局 地域の勤務)